# Young Magazine
Young Magazine (ヤングマガジン, Yangu Magajin) é uma revista japonesa de mangá publicada semanalmente pela editora Kodansha. A revista foi lançada em 1980 e tem como alvo o publico masculino adulto (seinen). As séries publicada pela revista geralmente possuem conteúdo violento e erótico. A capa e as primeiras páginas da revista contém imagens de modelos (グラビアアイドル, gurabia aidoru). Os capítulos das séries publicadas pela Young Magazine são compilados em edições tankōbon e publicados sobre a marca "YoungKC" a cada quatro meses.
Desde 9 de dezembro de 2009 a Kodansha começou a publicar uma revista irmã mensal, Monthly Young Magazine, uma renovação da Bessatsu Young Magazine, que havia publicado 36 edições durante a sua existência.

## Séries atuais
| Título da série                                                           | Autor               | Início            |
| ------------------------------------------------------------------------- | ------------------- | ----------------- |
| Archimedes no Taisen (アルキメデス大戦)                                   | Mita Norifusa       | Novembro de 2015  |
| Back Street Girls: Gokudolls (Back Street Girls ～ゴクドルズ～)           | Gyuh Jasmine        | Março de 2015     |
| Bokutachi ga Yarimashita (僕たちがやりました)                             | Kaneshiro Muneyuki  | Abril de 2015     |
| GTO: Paradise Lost (GTO パラダイス・ロスト)                               | Fujisawa Tohru      | Abril de 2014     |
| Hadou no Mon (破道の門)                                                   | Higashimoto Toshiya | Setembro de 2008  |
| Hantsu x Trash (ハンツー×トラッシュ)                                      | Kobayashi Hiyoko    | Julho de 2012     |
| Hare-Kon. (ハレ婚。)                                                      | NON                 | Junho de 2014     |
| Higanjima: 48 Nichigo... (彼岸島 48日後…)                                 | Matsumoto Koji      | Agosto de 2014    |
| Kecchin (ケッチン)                                                        | Kira Takashi        | Junho de 2009     |
| Kenka Kagyou (喧嘩稼業)                                                   | Kita Yasuaki        | Dezembro de 2013  |
| Kudan no Gotoshi (クダンノゴトシ)                                         | Watanabe Jun        | Agosto de 2015    |
| Minami-ke (みなみけ)                                                      | Sakuraba Coharu     | Novembro de 2004  |
| Origin (ORIGIN)                                                           | Boichi              | Setembro de 2016  |
| Pact (PACT パクト)                                                        | Kuji Shinnosuke     | Fevereiro de 2014 |
| Prison School (監獄学園（プリズンスクール）)                              | Hiramoto Akira      | Fevereiro de 2011 |
| Saba Doll (さばドル)                                                      | Akimoto Yasushi     | Janeiro de 2012   |
| Sailor Ace (セーラーエース)                                               | Shigeno Shuuichi    | Junho de 2015     |
| Sengoku Gonbee (センゴク権兵衛)                                           | Miyashita Hideki    | Novembro de 2015  |
| Tejina-senpai (手品先輩)                                                  | Azu                 | Fevereiro de 2016 |
| The Fable (ザ・ファブル)                                                  | Minami Katsuhisa    | Novembro de 2014  |
| Tobaku Datenroku Kaiji: One Poker-hen (賭博堕天録カイジ ワン・ポーカー編) | Fukumoto Nobuyuki   | Abril de 2013     |
| Tokkou Jimuin Minowa (特攻事務員ミノワ)                                   | Ogawa Kei           | Julho de 2013     |
| xxxHOLiC: Rei (xxxHOLiC・戻)                                              | CLAMP               | Março de 2013     |

## Séries finalizadas
- xxxHOLiC
- Chobits
- Akira
- Karate Shoukoushi Kohinata Minoru
- Green Blood
- Initial D
- 3x3 Eyes
- Coppelion
- Zashiki Onna
- Love♡Lucky!
- Tobaku Mokushiroku Kaiji
- Bousou Shojo
- Yuutai Nova
- Ciguatera
- Koukaku Kidoutai 1.5: Human-Error Processer
- RRR
- Tobaku Hakairoku Kaiji
- Tobaku Datenroku Kaiji
- Kaikisen
- 8♀1♂
- Higanjima
- Remote
- Tobaku Datenroku Kaiji: Kazuya-hen
- Deep Love: Real
- Chikotan, Kowareru
- Sekitou Elegy
- Subete ni Iya Girl
- Katekin
- Montage
- Boku to Issho
- Kenka Shoubai
- Shoujo Fujuubun
- Ino-Head Gargoyle
- Koukaku Kidoutai: Stand Alone Complex
- Yuki ni Tsubasa
- Kanojo no Omoide...
- Sengoku
- Museum
- Nande Koko ni Sensei ga!?
- Shuumatsu no Tenki
- Shinjuku Swan
- Minna! Esper da yo!
- Psychometrer
- Anime Prison School wo Tsukutta Otoko-tachi
- Dero Dero
- Karate Shoukoushi Monogatari
- Coppelion Site Story
- Shimokita Glory Days
- Sekisei Inko
- Higanjima: Saigo no 47 Nichikan